# Mieczysław Kwarciński
Mieczysław Józef Kwarciński vel Józef Bartołomowicz vel Mieczysław Skwarczyński vel Władysław Wilczyński vel Karol Niedźwiedzki, ps. Ziut, Jaskółka, Leszcz (ur. 25 listopada 1912 w Nowym Sączu, zm. 23 lutego 1978 w Londynie) – kapitan piechoty Polskich Sił Zbrojnych na Zachodzie i Armii Krajowej, cichociemny.

## Życiorys
Mieczysław Kwarciński był synem Józefa, ślusarza w PKP, i Wandy z domu Wilczyńskiej. Zdał maturę i uzyskał dyplom nauczyciela szkół powszechnych w Państwowym Seminarium Męskim im. J. Długosza w Starym Sączu. W lipcu 1934 roku ukończył dywizyjny kurs w Szkole Podchorążych Rezerwy Piechoty przy 4 pułku strzelców podhalańskich w Cieszynie. Następnie pracował jako dyżurny ruchu na PKP, również we wrześniu 1939 roku. 13 maja 1940 roku przekroczył granicę polsko-słowacką, by następnie przez Węgry (17 maja), Jugosławię (23 maja) dotrzeć 27 maja 1940 roku do Francji, gdzie został skierowany do Rezerwowego Obozu Wyszkolenia Oficerów w Camp de Carpiagne. W czerwcu 1940 roku przedostał się do Wielkiej Brytanii, gdzie został przydzielony do 3 Brygady Kadrowej Strzelców (walczył jako dowódca plutonu kompanii ckm 7 Batalionu Kadrowego Strzelców), a następnie do 1 Samodzielnej Brygady Spadochronowej.
Po przeszkoleniu w dywersji, łączności i sabotażu przemysłowym został zaprzysiężony 7 kwietnia 1942 roku w Oddziale VI Sztabu Naczelnego Wodza. Zrzutu dokonano w nocy z 25 na 26 stycznia 1943 roku w ramach operacji „Screwdriver” dowodzonej przez P/O Kingsforda-Smitha. Dostał przydział do Kedywu Inspektoratu Radzyń Podlaski w Okręgu Lublin AK na stanowisko oficera dywersji Inspektoratu (szefa Kedywu). Od października 1943 roku Kwarciński działał w Inspektoracie Zamość i pełnił kolejno funkcje: dowódcy radiostacji nr 77, plutonu radio (od wiosny 1944 roku), kompanii łączności, oficera łączności oddziału partyzanckiego nr 9, a od 20 maja 1944 roku – 9 pułku piechoty 3 Dywizji Piechoty Legionów AK.
9 pułk piechoty złożył broń przed Armią Czerwoną 30 lipca 1944 roku. Kwarciński wydał radiostację, zawiadomił o tym Londyn i wyruszył do Warszawy. Został aresztowany w Falenicy przez NKWD i wywieziony do Majdanka, skąd zbiegł, 22 sierpnia tego roku dotarł do Szczebrzeszyna. Padł ofiarą prowokacji NKWD związanej z próbą porwania radzieckiego samolotu w celu wydostania się z Polski. Został aresztowany przez NKWD i przewieziony na Zamek Lubelski. 2 lutego 1945 roku został skazany przez Wojskowy Sąd Garnizonowy na karę śmierci. W nocy z 18 na 19 lutego 1945 roku w wyniku akcji zbrojnej podziemia niepodległościowego na zamek w Lublinie, został uwolniony i przedostał się w marcu na Zamojszczyznę, a wkrótce potem – na Zachód. W latach 1945–1946 służył w 1 Samodzielnej Brygadzie Spadochronowej, a później, do 1948 roku, w PKPR. Osiedlił się w Londynie, pracował jako inżynier.
Tymczasem w Polsce wydano za nim list gończy (kwiecień 1945), następnie na podstawie amnestii w 1947 roku zamieniono mu wyrok śmierci na 12,5 roku więzienia, a w 1956 roku – na 8 lat i 2 miesiące. Zmarł 23 lutego 1978 r. w Londynie a 13 maja tego samego roku urnę z prochami przewieziono do Polski i złożono na cmentarzu komunalnym w Nowym Sączu.

## Awanse
- podporucznik – ze starszeństwem z dniem 1 stycznia 1936 roku
- porucznik – ze starszeństwem z dniem 25 stycznia 1943 roku
- kapitan – 22 lipca 1944 roku, zweryfikowany ponownie ze starszeństwem z dniem 4 czerwca 1945 roku.

## Odznaczenia
- Krzyż Srebrny Orderu Virtuti Militari
- Krzyż Walecznych – dwukrotnie
- Srebrny Krzyż Zasługi z Mieczami
- Brązowy Krzyż Zasługi.